# Štefan Lux
Štefan Lux (4. listopadu 1888, Malacky – 3. července 1936, Ženeva) byl slovenský novinář, herec, režisér a spisovatel židovského původu, který ve snaze poukázat na blížící se nebezpečí ze strany nacistického Německa spáchal dne 3. července 1936 sebevraždu před generálním zasedáním Společnosti národů v Ženevě.

## Život
Štefan Lux se narodil 4. listopadu 1888 v Malackách do rodiny židovského notáře Alberta Luxe. V dětství navštěvoval školu v Malackách, později přestoupil na gymnázium v tehdejším Prešpurku. Po úspěšném absolvování gymnázia nastoupil na studium práv v Pešti. Spíše než k právu ale od počátku inklinoval spíše k poezii a divadelnímu umění.

### Umělecká tvorba
První setkání s uměním prožil ve Vídni, kde ztvárnil několik hereckých postav a pod pseudonymem Peter Sturmbusch vydal i první sbírku básní Meine Lieder (1911). Jeho umělecké snažení bylo ale přerušeno první světovou válkou, kam musel mladý Lux narukovat. Na frontě utrpěl mnohá zranění, mezi jinými kritické postřelení hrudníku, které nakonec přežil. Po návratu z války se mladý umělec přestěhoval do Berlína, kde ztvárnil další divadelní postavy, režíroval svůj první film Gerechtigkeit (1920), vydal svou druhou sbírku básní Liebeslieder (1921) a v neposlední řadě se oženil.

### Boj proti antisemitismu
Po nástupu Hitlera k moci se Lux poprvé setkal s nacistickou antisemitskou nesnášenlivostí v roce 1933, kdy mu hitlerovští fanatici vnikli do bytu a rozbili veškerý nábytek. Lux se rozhodl utéct se ženou a malým synem Albertem do Prahy. Zde založil divadlo, celkově se mu však nedařilo a rodina žila ve stísněných poměrech. V tomto období rozvíjel zejména svou publicistickou kariéru a jako dopisovatel rozhlasu a mnoha periodik se svými politickými články snažil vyzvat k boji proti antisemitismu, a upozornit na všeobecnou pasivitu vůči nacistickému Německu. Jako aktivní publicista získal novinářský průkaz a byl českými médii vyslán na blížící se zasedání Společnosti národů do Ženevy.

## Sebevražda

### Příjezd a poslední korespondence
Novinář Štefan Lux přijel do Ženevy se silným přesvědčením poukázat před Společností národů na agresivitu nacistického Německa a vyzvat k zásadním krokům, ne však rovnou takovým radikálním činem jako je sebevražda. Po pobytu v Ženevě a poznání vědomé pasivity mocností se však u Luxa vykrystalizovala myšlenka protestní sebevraždy. Jak sám napsal v dopise svému příteli Arturovi Hellerovi: Přijel jsem do Ženevy, abych podnikl nějakou konkrétní akci, od které jsem si sliboval oslabení Třetí říše. Moje akce ztroskotala především pro tu příšerně impotentní, konjunkturální a apatickou atmosféru tady v Ženevě ... A tak jsem se rozhodl jinak. Na nejbližším plenárním zasedání Společnosti národů chci vyvolat velký rozruch tím, že se na schůzi zastřelím. Potřebné zesilující okolnosti, listy význačným osobnostem, jsou připraveny. Snad se mi podaří tímto trochu náhlým činem vyvolat šok v této strašidelné společnosti. Jeho sebevražda byla výsledkem přesvědčení, ne zkratové neuvědomělé jednání, což je podloženo obavami v dalších statích korespondence: Nevím, jestli mě v poslední chvíli neopustí odvaha, protože se bojím, docela bídně se bojím smrti. A bojím se o svou ženu a chlapce ... Moje žena, se kterou žiji 14 let v nejharmoničtější shodě, je naprosto nepřipravená. V následujících řádcích taktéž Lux prosil přítele, aby se po jeho smrti ujal jeho ženy a syna. Ve svých posledních větách zdůvodnil rozhodnutí o sebevraždě slovy: Mimořádné nebezpečí dává právo na mimořádná opatření ... Chci vroucně věřit, že se stane div a že smrt sotva známého malého spisovatele, neznámého vojáka života, rozšíří trochu jasna a pravdy

### Průběh
V pátek, 3. července 1936, přišel Lux s ostatními světovými novináři na plenární zasedání Společnosti národů. Ke svému činu se odhodlal při řeči španělského delegáta. V tomto okamžiku Lux vyskočil na tribunu, před sebe si položil aktovku s napsanými dopisy, na předsedajícího belgického ministerského prezidenta Van Zeelanda zakřičel slova C'est le dernier coup („Toto je poslední úder“) a střelil se revolverem do hrudi. V sále se rozpoutal křik a panika, zasedání bylo zrušeno a kolem Luxe se seběhli spřátelení novináři. Lux, v agónii ležící pod tribunou ještě naposledy promluvil se svými známými a po převozu do nemocnice po pár hodinách zemřel. Po pitvě se v jeho hrudníku našly dvě kulky, jedna však jako pozůstatek ze zranění z války. Jeho pomník se nachází na hřbitově na ženevském předměstí s uctivým nápisem Martyr d 'Israel - il s'est immole pour protester contre l'intolerance des hommes (Mučedník Izraele – obětoval se na protest proti lidské nesnášenlivosti).

## Ohlasy světových médií a osobností
Slovenské zvesti
Minulý týden v pátek, v okamžiku, kdy na schůzi Společnosti národů předkládá se řeč španělského delegáta, vyskočil pod tribunou jistý neznámý člověk, vzkřikne cosi nesrozumiteľného na předsedajícího belgického ministrprezidenta Van Zeelanda a střelil se z revolveru do plic. Novinář Štefan Lux - jak se později zjistila totožnost sebevraha - nebyl ihned mrtvý, těžce zraněn ležel pod tribunou a v agónii vyřizoval jedno-druhé se svými známými, kteří ho mohli obklopit, neboť zasedání bylo přirozeně ihned zrušeno. Zanedlouho však těžkému zranění, které si způsobil výstřelem z revolveru do prsou, podlehl. Před smrtí napsal několik dopisů, mimo jiné anglickému králi, ministrovi zahraničí Edenovi a několika velkým anglickým časopisům. Obsah těchto listů není ještě znám: ba říká se, že některé listy (jmenovitě dopis anglickému králi) se ztratily.
…
Štefan Lux byl v pátek pohřben. A nad čerstvým jeho hrobem třeba snad říci, že pokud nevznikne ve světě mohutné hnutí, znamenající hráz piklům barbarství a válečných žhářů, pokud svět bude muset mít spolehnutí pouze na takovou Společnost národů, jaká je dnes, tato se stane dostaveníčkem sebevrahů z celého světa; lidí, kteří vášnivě chtějí klid, svobodu a klidné soužití národů, ale ztratili víru ve Společnost národů, jak v jistotu těchto svých ideálů. A budou chodit umírat k této své zklamané naději a ke zklamané naději lidstva.
Lidové noviny
...stala se dnes v Ženevě tragická příhoda... Asi uprostřed dopoledního jednání, v 11 hodin 30 minut, kdy byl předáván projev španělského delegáta Barcia, třeskl výstřel z revolveru v rohu velikého sálu Shromáždění, necelých pět metrů od předsednické tribuny. Byl to Čechoslovák Štěpán Lux, příslušný do Malacek... I po svém činu dal najevo, že mu šlo o symbolické gesto proti nynějšímu režimu v Německu, který utiskuje židy.
The Guardian
Štefan Lux, co se dá k jeho činu říci? Byl zbytečný, ale snad přece hrdinský. Před jeho rakví slibujeme, že se nikdy nevzdáme lidské solidarity, pro kterou svůj život obětoval, a že tváří v tvář zločinu mlčet nikdy nebudeme ...
La tribune de Genève
Lidé dostatečně smělí v boji za spravedlnost by se neměli zabíjet, ale zůstat na svých pozicích.
Nahum Goldmann
Jednou přijde den, kdy bude Štefanovi Luxovi v Německu postaven památník.

## Dílo
- Publikované v německém jazyce pod pseudonymem Peter Sturmbusch:
  - Meine Lieder. ; Wien, C. Konegen, 1911.
  - Drei Lieder für hohe Singstimme mit Klavierbegleitung ; Julius Rünger; Peter Sturmbusch; Ema Destinnová; Ada Negri; Mainz : B. Schott 's Söhne, 1916.
  - Liebeslieder. ; Wien: Carl Konegen, 1921.
  - Nur Keck : Posse mit Gesang in 3 Akten ; Johann Nestroy; Peter Sturmbusch; Wien : Interterritorialer Verlag "Renaissance" (Erdtracht) 1923.
- Jako filmový režisér:
  - 1920 – Gerechtigkeit[1]

## Ohlas v kultuře
Luxova sebevražda je zobrazena v úvodu německo-francouzského filmu Amen. režiséra Costy-Gavrase.
Po Luxově smrti byla také vydána kniha Před zraky národů, kterou zpracovali jeho přátelé. Obsahuje jeho básně, dopisy, memorandum a svědectví pamětníků.